# Altacreodus
Altacreodus (Алтакреодус — „креодонт из Алберте”) је изумрли род плаценталних сисара из кладуса Pan-Carnivora, који је у периоду касне креде настањивао подручје Сјеверне Америке.

## Етимологија назива
| Род:        | Поријекло назива од: | Значење назива:     |
| ----------- | --- | ------------------- |
| Altacreodus | - скраћенице Алта за канадску покрајину Алберту (гдје су пронађени фосилни остаци овог рода) - и неважећег изумрлог реда сисара Creodonta | креодонт из Алберте |

| Врста:    | Поријекло назива од:                                                    | Значење назива:            |
| --------- | ----------------------------------------------------------------------- | -------------------------- |
| A. magnus | - рода Altacreodus - и латинске ријечи магнус (лат. magnus), која значи велик | велики креодонт из Алберте |

## Опис
Врста Altacreodus magnus је достизала величину америчке видрице и у просјеку тежила око 565 g.

## Понашање и палеоекологија
Врста Altacreodus magnus је била мали копнени предатор који је у прошлости Сјеверне Америке настањивао плавне равнице и копнене екосистеме.

## Систематика

### Историја класификације
Врста Altacreodus magnus је оригинално била описана као врста Cimolestes magnus унутар изумрлог рода Cimolestes. У истраживању из 2015. године је ова врста уврштена ван рода Cimolestes, у засебан род изумрли плаценталних сисара као близак сродник изумрлог реда Hyaenodonta. Такође, род Altacreodus је препознат као један од најстарији знани представника плаценталних сисара, који су живјели прије К–Пг изумирања.

### Класификација
| Врста:                               | Распрострањеност фосила и локација:                                                | Временски распон:        |
| ------------------------------------ | ---------------------------------------------------------------------------------- | ------------------------ |
| †A. magnus (Clemens & Russell, 1965) | Канада (покрајине Алберта и Саскачеван) · САД (Вајоминг, Монтанаи Сјеверна Дакота) | 70,0 до 66,043 мил. год. |

### Филогенија
Доље приказан кладограм представља филогенетске везе рода Altacreodus.

|  | Pholidotamorpha |
|  |                 |
|  | †Pantolesta     |
|  |                 |

|  | Carnivoramorpha |
|  |                 |
|  | †Oxyaenodonta   |
|  |                 |

|              | †Hyaenodonta (sensu stricto) |
|              |                              |
| ?            | †Simidectidae                |
|              | †Simidectidae                |
| †Altacreodus | †Altacreodus magnus          |
|              | †Altacreodus magnus          |

|  | Carnivoramorpha |
|  |                 |
|  | †Oxyaenodonta   |
|  |                 |

|              | †Hyaenodonta (sensu stricto) |
|              |                              |
| ?            | †Simidectidae                |
|              | †Simidectidae                |
| †Altacreodus | †Altacreodus magnus          |
|              | †Altacreodus magnus          |

|  | Pholidotamorpha |
|  |                 |
|  | †Pantolesta     |
|  |                 |

|  | Carnivoramorpha |
|  |                 |
|  | †Oxyaenodonta   |
|  |                 |

|              | †Hyaenodonta (sensu stricto) |
|              |                              |
| ?            | †Simidectidae                |
|              | †Simidectidae                |
| †Altacreodus | †Altacreodus magnus          |
|              | †Altacreodus magnus          |

|  | Carnivoramorpha |
|  |                 |
|  | †Oxyaenodonta   |
|  |                 |

|              | †Hyaenodonta (sensu stricto) |
|              |                              |
| ?            | †Simidectidae                |
|              | †Simidectidae                |
| †Altacreodus | †Altacreodus magnus          |
|              | †Altacreodus magnus          |